# Convención para la Conservación de Recursos Vivos Marinos Antárticos
La Convención para la Conservación de los Recursos Marinos Antárticos (CCRVMA) es un acuerdo internacional celebrado en Canberra, Australia en 1980, y que entró en vigor en 1982 como parte del Sistema del Tratado Antártico.
Tras el comienzo de la explotación del kril se realizó del 7 al 20 de mayo de 1980 Conferencia sobre la Conservación de los Recursos Vivos Marinos Antárticos celebrada con el objeto de conservar la flora y fauna marina antártica. Luego de la conferencia el 1 de agosto de 1980 se abrió a la firma de los participantes la convención redactada en la misma.
La CCRVMA se encarga de regular la pesca de las especies del océano Austral, especialmente merluza negra, centolla y kril (eslabón esencial de la cadena trófica de los principales animales de la fauna antártica). Este organismo está conformado por 26 países miembros y todas las decisiones se adoptan por unanimidad.
A enero de 2019 la convención ha sido ratificada por la Unión Europea y 25 países: Alemania, Argentina, Australia, Bélgica, Brasil, Chile, China, Corea del Sur, España, Estados Unidos, Francia, India, Italia, Japón, Namibia, Nueva Zelanda, Noruega, Polonia, Reino Unido, Rusia (ratificado bajo la Unión Soviética), Sudáfrica, Suecia, Ucrania y Uruguay. Ecuador adhirió como nuevo miembro el 19 de octubre de 2022. Otros 11 países son adherentes a la convención: Bulgaria, Canadá, Finlandia, Grecia, Islas Cook, Mauricio, Países Bajos, Pakistán, Panamá, Perú y Vanuatu.

## Ordenación basada en el ecosistema
Siendo responsable de la conservación de los ecosistemas marinos antárticos, la CCRVMA pone en práctica un enfoque de ordenación centrado en el ecosistema. Este no excluye la explotación de los recursos, siempre que sea hecha de manera sostenible y tenga en cuenta los efectos de la pesca en otros componentes del ecosistema.

## Comisión internacional
La CCRVMA es una comisión internacional que cuenta con 26 países Miembros, y con otros 11 países que se han adherido a la Convención. Basándose en la mejor información científica disponible, la Comisión adopta un conjunto de medidas de conservación que regulan la utilización de los recursos vivos marinos en la Antártida.
Los principales componentes institucionales de la CCRVMA son:
i) la Convención de la CRVMA que entró en vigor el 7 de abril de 1982
ii) el órgano decisorio, la La Comisión
iii) el Comité Científico, que asesora a la Comisión utilizando la mejor información científica disponible
iv) las Medidas de Conservación y las resoluciones
v) la Afiliación a la CCRVMA y las disposiciones para fomentar la colaboración y la cooperación a nivel internacional
vi) la Secretaría, con sede en Hobart, Tasmania, que respalda la labor de la Comisión.
Los programas de investigación y de seguimiento y la implementación de las medidas de conservación de la CCRVMA en el Área de la Convención son importantes contribuciones para la seguridad alimentaria global.

## Áreas marinas protegidas
Entre las medidas tomadas por la CCRVMA están la creación de dos áreas marinas protegidas:
- Área marina protegida en la plataforma sur de las Islas Orcadas del Sur: creada en 2009 y que tiene una superficie de cerca de 94 000 kilómetros cuadrados. Está limitada por una línea que comienza en los 61° 30' S, 41° O; continúa hacia el oeste hasta los 44° O de longitud; luego hacia el sur hasta los 62° S de latitud; luego hacia el oeste hasta los 46° O; luego hacia el norte hasta los 61° 30' S; continúa hacia el oeste hasta los 48° O de longitud; luego hacia el sur hasta los 64° S de latitud; luego hacia el este hasta los 41° O de longitud; y luego hacia el norte hasta el punto de inicio.[7]
- Área Marina Protegida en la región del mar de Ross: creada en 2016. Está compuesta por la Zona de Protección General (3 áreas), la Zona Especial de Investigación y la Zona de Investigación del Kril.[8]

## Críticas
El semanario Ecología Política reclama que después de años se aprecia que las negociaciones se han frenado. Además observa que la CCRVMA "se enfrenta a una crisis de identidad", en parte debido a las interpretaciones que se harían en cuanto a que en el artículo II (2) de la Convención de la CCRVMA, el mandato de "conservación" significa principalmente "utilización racional". Ecología Política señala que esto es un "eufemismo para la recolección", agregando que "si la interpretación e implementación de la Convención de la CRVMA se vuelcan hacia la explotación, su objetivo original se desvirtuaría y, además, se comprometerían algunos de los logros del Protocolo, particularmente en tanto a la protección de la fauna antártica".